# Landwirtschaftlich genutzte Fläche

Die landwirtschaftlich genutzte Fläche (LF) ist eine landwirtschaftliche Flächenmaßeinheit, die in der Statistik und Verwaltung, insbesondere bei Produktionskennzahlen wie Erträgen verwendet wird. Sie wird häufig in Hektar (ha) angegeben. 
Sie umfasst Ackerflächen, Dauerkulturflächen und Dauerweideflächen. Zu den Ackerflächen werden auch temporäre Weideflächen, Markt- und Gemüsegärten und zeitlich begrenzte Brachflächen gezählt. Zu den Dauerkulturflächen werden Ziersträucher, Obst- und Nussbaumanlagen und Weinflächen gezählt, aber kein Nutzholz. Zu den Dauerweideflächen zählen Flächen, die seit mindestens fünf Jahren als Futterquelle dienen.
Zu unterscheiden ist die landwirtschaftlich genutzte Fläche von der landwirtschaftlichen Nutzfläche (LN), welche die nicht in der landwirtschaftlichen Produktion befindlichen Flächen mit umfasst. Die LF eines landwirtschaftlichen Betriebes ist daher in der Regel kleiner als die LN.
Die landwirtschaftlich genutzte Fläche in Deutschland beträgt ca. 16.650.000 ha (Stand: 2010) und ist seit Jahren leicht rückläufig. Der Anteil der landwirtschaftlich genutzten Fläche an der Landfläche von Deutschland liegt bei 48,0 % (Stand: 2011). Die landwirtschaftlich genutzte Fläche der Europäischen Union beträgt 187.881.650 ha (Stand: 2011).